# Border Stars
Border Stars je kanadski nogometni klub iz grada Windsora u pokrajini Ontario.
Igra u CSL-u, u "Nacionalnoj diviziji" ("National Division").
Svoje utakmice igra na stadionu "Windsor Stadium".

## Vanjske poveznice
- Službene stranice  Arhivirana inačica izvorne stranice od 30. svibnja 2005. (Wayback Machine)